# آرثر لارسون
آرثر لارسون (بالإنجليزية: Arthur Larson)‏ هو محامي أمريكي، ولد في 4 يوليو 1910 في سو فولز في الولايات المتحدة، وتوفي في 27 مارس 1993 في درم في الولايات المتحدة.

## وصلات خارجية
- آرثر لارسون على موقع مونزينجر (الألمانية)
- آرثر لارسون على موقع إن إن دي بي (الإنجليزية)